# Ani to sono imoto
Ani to sono imoto (兄とその妹, lit. "irmão e sua irmã"), é um filme de comédia dramática japonês de 1939 escrito e dirigido por Yasujirō Shimazu. Juntamente com Tonari no Yae-chan (1934), é considerado um dos principais filmes de Shimazu, e um representante do gênero shōshimin-eiga.

## Sinopse
Mamiya, um funcionário de escritório, volta para casa sempre mais tarde depois de jogar go com seu patrão, o Sr. Arita. Não só sua esposa Akiko e sua irmã mais nova Fumiko, que moram com ele, comentam sobre isso, mas seu passatempo também é motivo de fofocas pelos seus colegas. Yukita, um colega que tem inveja de Mamiya, trama contra ele, alegando que Mamiya é um informante de Arita.
Arita pede a Mamiya para arrumar um encontro entre seu sobrinho Michio e Fumiko, a quem Michio deseja propor casamento. Quando Fumiko, uma mulher muito autoconfiante, recusa a proposta, Mamiya aceita sua decisão, mas Yukita espalha o boato de que Mamiya usa sua irmã para tirar vantagem de Arita.
No dia de sua promoção a chefe do departamento, Mamiya é atacado pelo ex-contador Hayashi, a quem Yurita fez acreditar que havia perdido o cargo devido às informações que Mamiya sabia e dizia ao chefe. Quando o esquema de Yukita é revelado, Mamiya dá um tapa nele e pede demissão. Mamiya, sem saber como dar as más notícias a Akiko, visita seu ex-colega Utsumi, que agora dirige sua própria empresa. Utsumi oferece um trabalho a Mamiya na Manchúria, à medida que sua empresa está em constante expansão. Mamiya aceita a oportunidade e fixa residência na Manchúria, no nordeste da China, com Akiko e Fumiko.

## Elenco
- Shin Saburi como Keisuke Mamiya
- Kuniko Miyake como Akiko Mamiya
- Michiko Kuwano como Fumiko
- Ken Uehara como Michio Arita
- Reikichi Kawamura como Fujio Gyoda
- Ryōtarō Mizushima como Soroku Shimura
- Chishū Ryū como Seisaburo Utsumi
- Ichiro Sugai como Kiyoshi Arakawa
- Takeshi Sakamoto como Sr. Arita

## Lançamento e recepção
Ani to sono imoto foi lançado nos cinemas do Japão em 1º de abril de 1939. Ficou em 4º lugar na lista da Kinema Junpo dos dez melhores filmes japoneses de 1939.

## Legado
Nos anos posteriores, Ani to sono imoto foi exibido em museus de cinema e instituições como o Berkeley Art Museum e o Pacific Film Archive em 1985 e o Museu de Arte Moderna de Nova York em 2022.